# Бэтмен. Проклятый
«Бэтмен. Проклятый» (англ. Batman: Damned) — ограниченная серия комиксов, состоящая из 3 выпусков, которую в 2018—2019 годах издавала компания DC Comics.

## Синопсис
После смерти Джокера Бэтмен не может вспомнить, убил ли его он. Разобраться в случившимся Тёмному рыцарю поможет Джон Константин.

### Выпуски
| № | Дата выхода      | Кол-во страниц | Оценка на Comic Book Roundup    | Предполагаемый объём продаж (первый месяц) |
| - | ---------------- | -------------- | ------------------------------- | ------------------------------------------ |
| 1 | 19 сентября 2018 | 48             | 8,1 из 10 на основе 40 рецензий | 95 483, позиция в Северной Америке — 5     |
| 2 | 12 декабря 2018  | 48             | 7,3 из 10 на основе 21 рецензии | 138 719, позиция в Северной Америке — 2    |
| 3 | 26 июня 2019     | 48             | 7,1 из 10 на основе 21 рецензии | 115 414, позиция в Северной Америке — 4    |

### Сборники
| Название       | Тип              | Дата выхода      | Собранный материал  | Кол-во страниц | ISBN                       | Предполагаемый объём продаж (первый месяц) |
| -------------- | ---------------- | ---------------- | ------------------- | -------------- | -------------------------- | ------------------------------------------ |
| Batman: Damned | Твёрдый переплёт | 10 сентября 2019 | Batman: Damned #1-3 | 176            | 978-1401291402, 1401291406 | 11 352, позиция в Северной Америке — 1     |
| Batman: Damned | Мягкая обложка   | 6 июля 2021      | Batman: Damned #1-3 | 176            | 978-1779509475, 1779509472 | н/д                                        |

## Отзывы
На сайте Comic Book Roundup серия имеет оценку 7,5 из 10 на основе 82 рецензий. Джесс Шедин из IGN дал первому выпуску такой же балл и посчитал, что он выделяется среди остальных комиксов о Бэтмене. Мэтью Сибли из Newsarama поставил дебюту оценку 5 из 10 и назвал его «просто ещё одной историей о Джокере и Бэтмене». Его коллега Пирс Лидон оценил первый выпуск в 3 балла из 10 и отметил, что «сценарий Аззарелло является шаблонно „тёмным“ и „взрослым“». Чейз Магнетт из ComicBook.com, обозревая дебют, писал, что художник Ли Бермехо «заработал репутацию выдающегося готического художника комиксов о супергероях». Рич Джонстон из Bleeding Cool подчёркивал, что у комикса «невероятно сильное начало». Эй Джей Зендер из ComicsVerse дал первому выпуску рейтинг 92 % и посчитал, что «общая атмосфера, темп и рисунок абсолютно невероятны». Крис Шоуолтер из AIPT оценил дебют в 9,5 балла из 10 и отметил, что стиль художника «идеально подходит для ужасов».